# Henry Percy
Henry Percy pode referir-se a:
- Henry Percy, 1.º Conde de Northumberland (1341–1408)
- Henry Percy, 2.º Conde de Northumberland (1392–1455)
- Henry Percy, 3.º Conde de Northumberland (1421–1461)
- Henry Percy, 4.º Conde de Northumberland (1449–1489)
- Henry Percy, 5.º Conde de Northumberland (1478–1527)
- Henry Percy, 6.º Conde de Northumberland (1502–1537)
- Henry Percy, 8.º Conde de Northumberland (1532–1585)
- Henry Percy, 9.º Conde de Northumberland (1564–1632)
- Henry Percy, 7.º Duque de Northumberland (1846–1918)
- Henry Percy, 9.º Duque de Northumberland (1912–1940)
- Henry Percy, 11.º Duque de Northumberland (1953–1995)